# Distrito de Murau
Murau es un distrito del estado de Estiria (Austria).

## División administrativa
El distrito de Murau se divide en 34 municipios.

### Municipios (población año 2018)
- Krakau 1419
- Mühlen 882
- Murau 3629
- Neumarkt in der Steiermark 4963
- Niederwölz 596
- Oberwölz 2960
- Ranten 1161
- Sankt Georgen am Kreischberg 1766
- Sankt Lambrecht 1841
- Sankt Peter am Kammersberg 2043
- Scheifling 2134
- Schöder 942
- Stadl-Predlitz 1684
- Teufenbach-Katsch 1899

Barrios, aldeas y otras subdivisiones del municipio se indican con letras pequeñas.
- Dürnstein in der Steiermark
  - Wildbad Einöd
- Frojach-Katsch
  - Frojach, Katsch an der Mur, Saurau
- Krakaudorf
- Krakauhintermühlen
- Krakauschatten
- Kulm am Zirbitz
- Laßnitz bei Murau
  - Laßnitz-Lambrecht, Laßnitz-Murau, Sankt Egidi
- Mariahof
  - Baierdorf
- Mühlen
  - Jakobsberg, Noreia, Sankt Veit in der Gegend
- Murau
- Neumarkt in Steiermark
- Niederwölz
- Oberwölz Stadt
  - Oberwölz, Vorstadt
- Oberwölz Umgebung
  - Hinterburg, Krumegg, Raiming, Salchau, Schöttl
- Perchau am Sattel
- Predlitz-Turrach
  - Einach, Predlitz, Turrach
- Ranten
  - Freiberg, Seebach
- Rinegg
- Sankt Blasen
- Sankt Georgen ob Murau
  - Bodendorf, Lutzmannsdorf, Sankt Lorenzen ob Murau
- Sankt Lambrecht
- Sankt Lorenzen bei Scheifling
  - Feßnach, Puchfeld
- Sankt Marein bei Neumarkt
  - Sankt Georgen bei Neumarkt
- Sankt Peter am Kammersberg
  - Althofen, Feistritz am Kammersberg, Kammersberg, Mitterdorf, Peterdorf, Pöllau am Greim
- Sankt Ruprecht-Falkendorf
  - Falkendorf, Sankt Ruprecht ob Murau
- Scheifling
  - Lind bei Scheifling
- Schöder
  - Baierdorf, Schöderberg
- Schönberg-Lachtal
  - Dürnberg, Schönberg bei Niederwölz
- Stadl an der Mur
  - Paal, Sonnberg, Stadl an der Mur, Steindorf
- Stolzalpe
- Teufenbach
- Triebendorf
- Winklern bei Oberwölz
  - Eselsberg, Mainhartsdorf
- Zeutschach